# Пуркуа Па? (барк)
«Пуркуа Па?» (фр. Pourquoi Pas? — «Чому ні?») — тримачтовий барк, побудований 1908 року у Франції для океанографа Жана-Батиста Шарко, який з 1908 по 1910 рік здійснив на ньому свою другу антарктичну експедицію. Корабель зазнав аварії 16 вересня 1936 року біля узбережжя Ісландії. З сорока осіб, що були на борту, вижив тільки один матрос. 

## Історія

### Будівництво - антарктична експедиція
1903 року океанограф Жан-Батист Шарко очолив французьку антарктичну експедицію на трищогловій шхуні «Француз» (фр. Français). Експедиція тривала близько двох років, протягом яких Шарко дослідив і описав близько 1000 кілометрів берегової лінії (крім іншого, він дав назву морю Беллінсгаузена); з експедиції він привіз 75 ящиків описів і різних предметів, які стали згодом експонатами паризького Музею історії природи. 1907 році Шарко почав планувати нову антарктичну експедицію і для неї на корабельні в Сен-Мало замовив нове судно. Це був трищогловий барк, призначений для полярних експедицій, забезпечений двигуном, мав три лабораторії і бібліотеку. Барк, який отримав назву «Пуркуа Па?», спущений на воду 18 липня 1908 року. Друга антарктична експедиція Шарко тривала з 1908 по 1910 рік. Члени експедиції повернулися до Франції 1910 року з новими науковими відкриттями — були досліджені острови Земля Ґреяма і Земля Олександра I, між цими островами було відкрито протоку, яку назвали на честь російського вченого-океанографа Ю. М. Шокальського. Також експедиція виявила невідомий раніше острів, який назвали на честь батька начальника експедиції — лікаря Жана-Мартена Шарко. 

### 1911—1936
Після закінчення другої арктичної експедиції Шарко, 1911 року, «Пуркуа Па?» був переданий Вищій практичній школі, де він став плавучою лабораторією, а сам Шарко став директором цієї школи. У 1912-1913 роках судно перебувало у віданні Управління торгового флоту і на ньому практикувалися курсанти. З початком Першої світової війни судно стало базою для навчання вахтових начальників у місті Лор'ян. Починаючи з 1918 року, судно знову було дослідним: починаючи з цього року і по 1925 Шарко брав участь на ньому в різних наукових місіях у Північній Атлантиці, Ла-Манші, Середземному морі і на Фарерських островах, головним чином з метою вивчення підводної літології і геології, а 1926 досліджував східне узбережжя Гренландії, де знайшов безліч скам'янілостей і цінних зразків комах і рослин. 1928 року «Пуркуа Па?» розпочав пошуки французького гідролітака «Латам-47» (Latham 47) з норвезьким дослідником Руалем Амундсеном на борту, який, своєю чергою, шукав італійського генерала Умберто Нобіле, який зник під час спроби перетнути Північний полюс на дирижаблі «Італія». 1931- 1933 роках «Пуркуа Па?» в рамках програми Другого Міжнародного полярного року здійснив плавання у водах Гренландії. 1934 році Шарко на «Пуркуа Па?» був в етнографічній експедиції в Гренландії на чолі з французьким етнографом і дослідником Полем-Емілем Віктором, який провів рік в Ангмагссаліку, живучи серед ескімоського населення. 1935 року Шарко на «Пуркуа Па?»Повернувся туди, щоб знайти Віктора і трьох його спільників, і почав картографування цих регіонів. 

### Аварія
Восени 1936 року, після виконання дослідницької місії, «Пуркуа Па?» повертався в Гренландію, щоб доставити науковий матеріал місії Віктора, яка щойно пройшла через крижані щити за 50 днів. 13 вересня барк зупинився в Рейк'явіку, щоб поповнити запаси. Два дні потому, 15 вересня, було взято курс на Францію, але 16 вересня судно потрапило в шторм і затонуло на рифах біля берегів Ісландії. Загинули всі члени екіпажу, зокрема й Шарко, за винятком майстра стернового управління Ежена Ґонідека. 

## Пам'ять
На честь судна, що зазнало аварії, було названо мис Пуркуа Па і острів Пуркуа Па в Антарктиці.

## Галерея

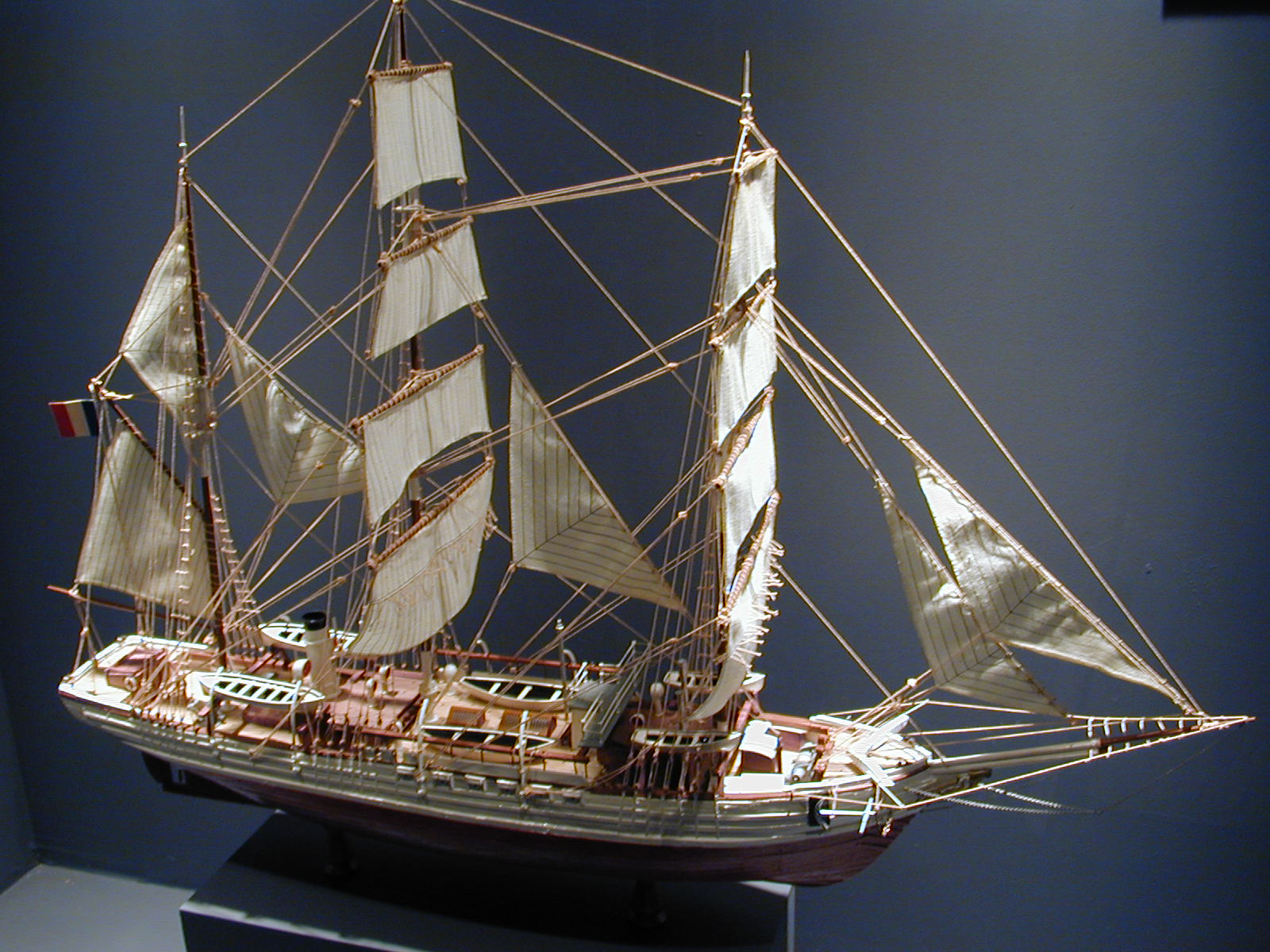
Масштабна модель «Пуркуа Па?», що знаходиться в океанографічному музеї Монако
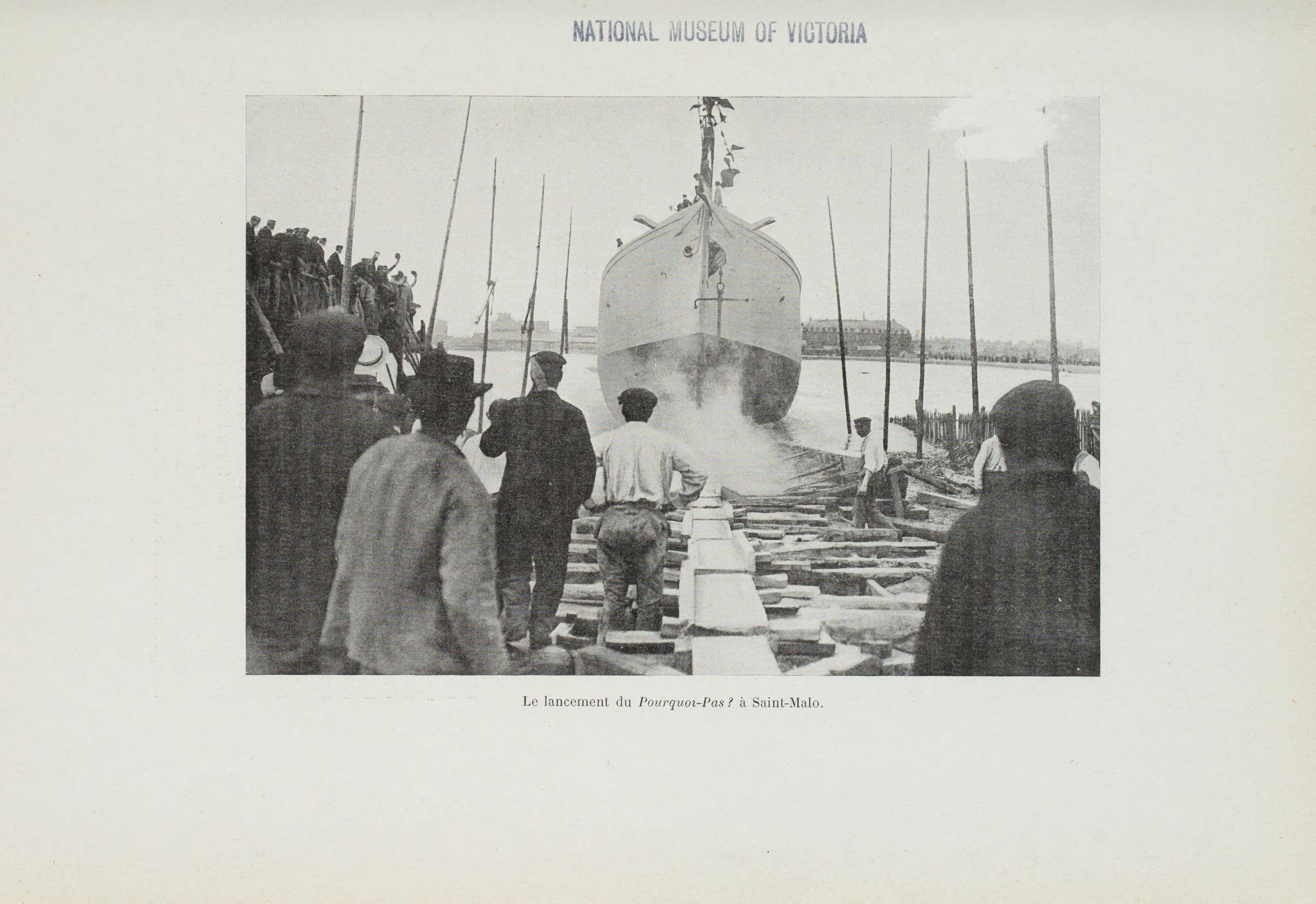
Спуск «Пуркуа Па?» на воду
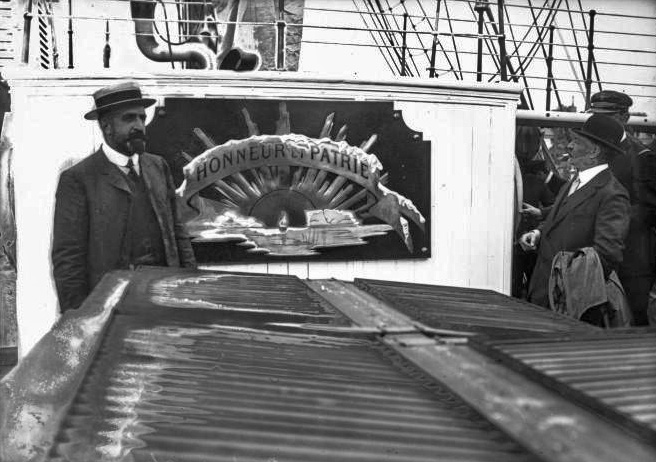
Жан-Батист Шарко на палубі «Пуркуа Па?»
Шлях, пройдений «Пуркуа Па?» в Антарктиці (маршрут другої Французької Антарктичної експедиції під керівництвом Жана-Батиста Шарко)
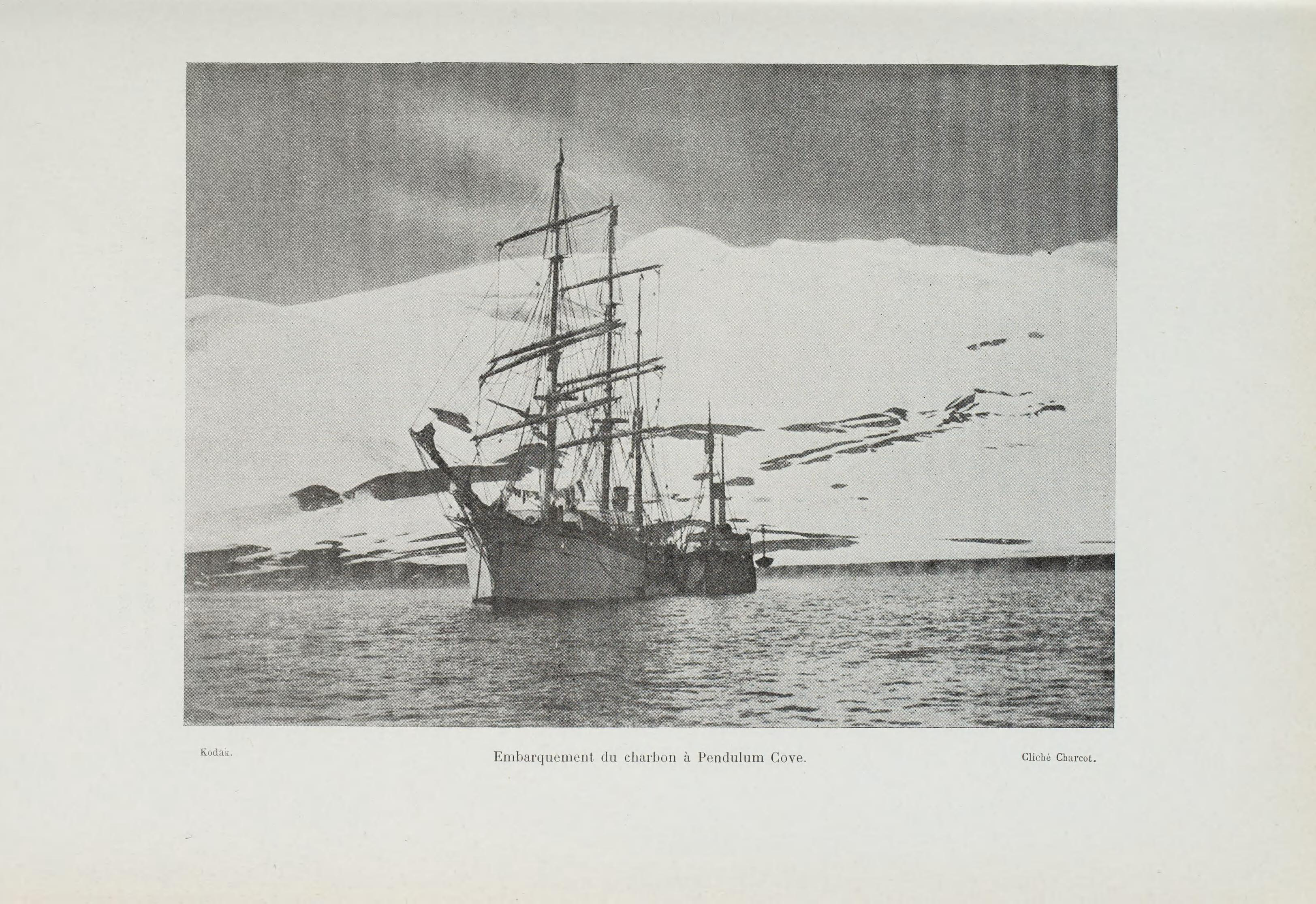
«Пуркуа Па?» в Антарктиці (друга Французька Антарктична експедиція під керівництвом Жана-Батиста Шарко)
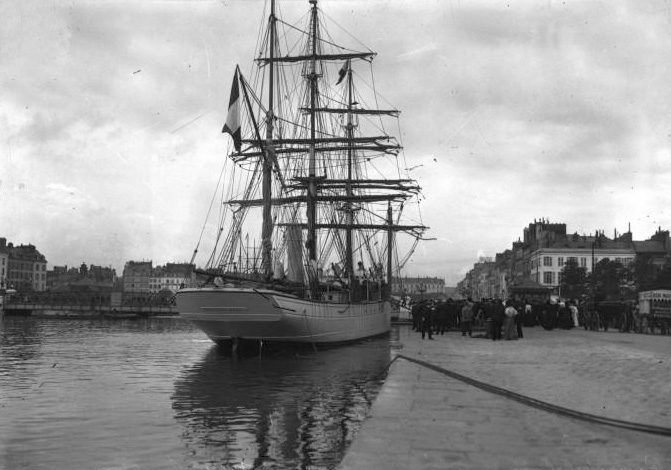
«Пуркуа Па?» в місті Гавр
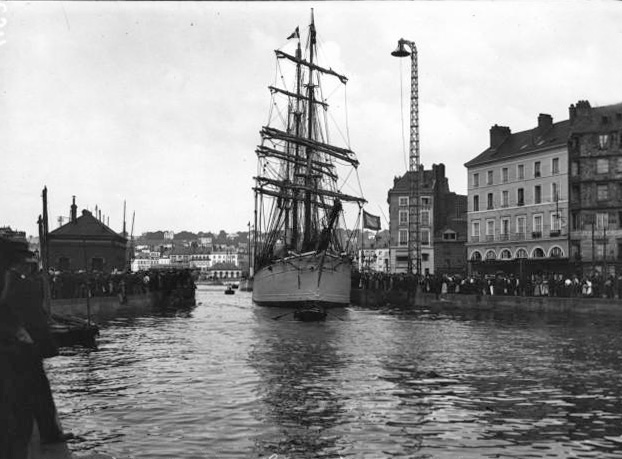
«Пуркуа Па?» в місті Гавр
Місце катастрофи «Пуркуа Па?»